# Olynthus (vlinders)
Olynthus is een geslacht van vlinders van de familie Lycaenidae, uit de onderfamilie Theclinae.

## Soorten
- O. avoca (Hewitson, 1867)
- O. baton Sepp
- O. essus (Herrich-Schäffer, 1852)
- O. fancia (Jones, 1912)
- O. hypsea (Godman & Salvin, 1887)
- O. lorea (Möschler, 1883)
- O. narbal (Stoll, 1790)
- O. nitor (Druce, 1907)
- O. obsoleta (Lathy, 1926)
- O. ophelia (Hewitson, 1867)
- O. ostia (Hewitson, 1867)
- O. porphyreticus (Druce, 1907)
- O. punctum (Herrich-Schäffer, 1852)
- O. thara Hewitson